# 警醒！
《警醒！》（Awake!）（原称《儆醒！》），是宗教團體耶和华见证人所发行的月刊杂志，是其最主要的两本國際性杂志之一。《警醒！》的前身為《黃金時代》（The Golden Age），1946年才改為現名。刊物由守望台圣经书社纽约出版，提供给其信徒和其他感興趣讀者閱讀，每期《警醒！》有不同的主题。以每期225种语言版本合计，全球发行量大约 9,335万册（2020年）。

## 宗旨目的
《警醒！》杂志的主要目的在于培养人对造物主耶和华的信心，相信他应许的和平是新世界替代当今的不法制度，其宗旨在于：
1. 论述今天社会上的重重问题的应付方法，报道最新消息，介绍全球各地的风土人情，探讨宗教和科学。
2. 更深一层意义上，剖析世事的深层含义。
3. 對政治一貫严守中立，不偏袒任何种族

## 内容涵盖
- 对人类社会问题的探讨。例如大型城市的生存问题，全球经济对不同地区的人产生的深远影响，不同文化背景下人的观念和互相的交互等。
- 对上帝所创造世界的观察例如自然景观，世界之最等。这一部分主要搜集世界奇观，如典型的地质地貌，自然形成的各种独特现象。
- 全球各地风土人情，当地风景特色，人群生活习惯。这一部分由来自全球各地的耶和华见证人负责采集和供稿，这一部分主要通过图片和附加的文字介绍当地的一些情况，例如少数民族土著，当地特有的风景。
- 青年人常常面对的问题。例如如何选择朋友，适应新的环境，如何面对毒品、色情和性的诱惑，如何面对挫折和压力，如果处理信仰和习惯的关系，如何选择人生的目标等。
- 对生物学、医学、考古学、历史学、神学一些新发现的探讨和圣经知识的阐述和解释。例如考古学上新发现对圣经中记载的历史事件的印证，对现实生活中一些事件和习俗进行解释，从医学角度查看人体的奥秘，从生物学角度比较各种不同的物种等。

## 出版数据
- 开本：大16开 16页
- 其它出版媒介：部分语言的音频CD，MP3或者AAC格式的网站下载（页面存档备份，存于），磁带
- 印刷：54g/m²纸张，四色套印，全彩色印刷
- 使用语言：中文（简体中文、繁体中文），法语，英语，西班牙语，葡萄牙语，阿拉伯语等共225种
- 发行方式：内部发行
- 价格：免费
- 版权所有：宾夕法尼亚州守望台圣经书社
- 出版发行：纽约守望台圣经书社
- 印刷地点和发行区域：日本（亚洲和太平洋地区）、美国（北美洲，南美洲）、德国（北非，欧洲，西亚）、南非（非洲）等耶和华见证人区域分部办事处
- 每期平均印量：93,354,000 份

## 参看
- 耶和华见证人
- 守望台圣经书社
- 耶和华见证人出版物列表

## 連結
- 耶和華見證人網站（页面存档备份，存于）
- 耶和華見證人網站（页面存档备份，存于）（繁體中文）
- 耶和華見證人網站（页面存档备份，存于）（简体中文）
- 下載最新《警醒！》（页面存档备份，存于）